# Tim Burton
Timothy Walter Burton, detto Tim (Burbank, 25 agosto 1958), è un regista, produttore cinematografico, sceneggiatore e animatore statunitense, divenuto noto per le peculiarità delle sue opere cinematografiche, intessute in ambientazioni spesso fiabesche e gotiche e attente a temi di rilievo sociale, quali l'emarginazione e la solitudine.

Firma di Tim Burton

Tra le sue collaborazioni più ricorrenti si annoverano quelle con il compositore Danny Elfman, presente in quasi tutti i suoi film, quella con l'attore statunitense Johnny Depp e con l'attrice britannica Helena Bonham Carter, a cui fu legato fino al 2014.
Nel 2007, alla Mostra del cinema di Venezia, Tim Burton riceve un Leone d'oro alla carriera, diventando il regista più giovane della storia a ricevere tale riconoscimento. Vince inoltre un Golden Globe nel 2008 per il miglior film commedia con Sweeney Todd - Il diabolico barbiere di Fleet Street. Il regista è stato inoltre candidato all'Oscar al miglior film d'animazione per La sposa cadavere del 2005 e per Frankenweenie del 2012.
A livello globale i suoi film hanno incassato oltre 4 miliardi di dollari rendendolo uno dei registi di maggiore successo commerciale della storia del cinema. Nel 2024 ha inoltre ricevuto una stella sulla Hollywood Walk of Fame.

## Biografia

### Primi anni

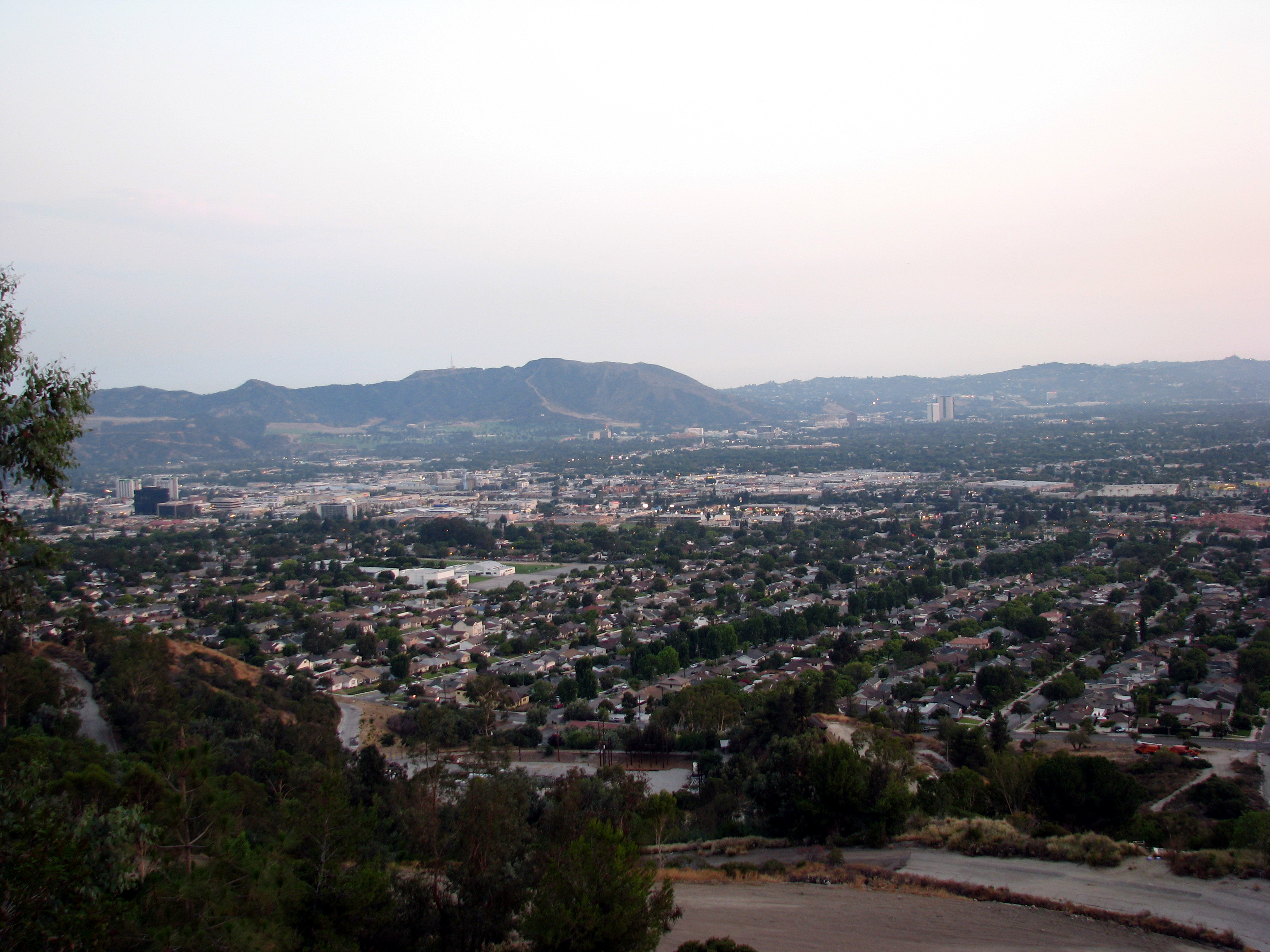
Burbank, la città natale di Burton

Figlio maggiore di Jean e Bill Burton, Timothy Walter Burton nasce nel 1958 a Burbank, in California, cittadina statunitense non troppo distante dai depositi della Disney, della Columbia e della Warner, di Hollywood. All'età di dodici anni, per l'incompatibilità che sente verso i genitori, preferisce andare a vivere con la nonna; a sedici, ha già una casa tutta per sé.
Accanto a una grande vena artistica nel disegno, il giovane Burton mostra una grande passione per il cinema: tra le sue preferenze, creature mostruose come Godzilla o il mostro di Frankenstein, l'animazione a passo uno o stopmotion di Ray Harryhausen (Gli Argonauti, 1963), le pellicole di registi italiani come Federico Fellini e Mario Bava e, principale tra i suoi idoli, l'attore statunitense Vincent Price, interprete di numerosi adattamenti cinematografici dei racconti di Edgar Allan Poe.

Grazie al suo talento, a diciotto anni vince una borsa di studio messa in palio dalla Disney che gli permette di continuare a coltivare la sua passione all'Istituto delle arti della California di Valencia, in California, o CalArts. Nel 1979 ne diventa ufficialmente uno degli animatori e prende parte alla realizzazione del lungometraggio Red e Toby nemiciamici (The Fox and the Hound) del 1981. Burton, però, non è soddisfatto né contento del lavoro che svolge alla Disney; come da lui dichiarato, Red e Toby - Nemiciamici è ben lontano dalla sua idea creativa. 
(Tim Burton a proposito della lavorazione di Red e Toby nemiciamici.)

### I primi cortometraggi
Nel 1982 il ventiquattrenne Burton dà vita al suo primo cortometraggio in veste di regista, si tratta di Vincent, un filmato di circa cinque minuti realizzato in bianco e nero con la tecnica dell'animazione a passo uno. Il corto narra la storia di un ragazzino che fantastica su avventure horror e sul suo mito, l'attore Vincent Price, lo stesso che presta la voce narrante al corto. La storia è marcatamente autobiografica: Vincent Malloy altro non è che Burton bambino con la sua passione per le storie horror, Edgar Allan Poe e, soprattutto, Price. Lo stile del cortometraggio si rifà evidentemente agli stilemi e alle distorsioni del cinema espressionista tedesco dei primi del Novecento, del quale si rinvengono tracce in tutta la cinematografia successiva di Burton. Con Vincent, Burton inizia a costruire la sua "famiglia lavorativa": nella parte di animatore, infatti, ingaggia Rick Heinrichs, destinato a prendere parte a quasi la totalità delle sue pellicole. Sebbene la Disney non apprezzi particolarmente il lavoro, il corto viene accolto con favore dalla critica, vincendo due premi al Chicago Film Festival e uno al festival di animazione di Annecy nel 1983.
Lo stesso anno, Burton dirige il suo primo live-action per la televisione: si tratta di una riproposizione in chiave giapponese della celebre fiaba dei fratelli Grimm Hänsel e Gretel, con una lotta kung-fu ingaggiata dai fratellini contro la strega. Il film, trasmesso durante la sera di Halloween, non riscuote molta visibilità, venendo tuttavia proiettato nel 2009 al Museum of Modern Art di New York.
Due anni dopo Vincent, nel 1984, Burton ottiene dalla Disney la possibilità di girare un nuovo corto, di cui idea il soggetto: si tratta di Frankenweenie (Franken – Frankenstein e weenie – sfigato), nel quale il regista californiano riprende il mito dell'inventore Victor Frankenstein di Mary Shelley (precisamente nella versione del film La moglie di Frankenstein di James Whale), per l'occasione trasformato in un bambino che ricostruisce il suo cagnolino Sparky, morto dopo un incidente, con cuciture e marchingegni elettronici. Il film, in bianco e nero, ottiene scarso successo per effetto della censura opposta dalla Disney alla visione da parte di un pubblico di età inferiore ai quattordici anni; circostanza, quest'ultima, che determina la rottura - seppur provvisoria - tra il cineasta californiano e la casa di produzione.

### I primi lungometraggi

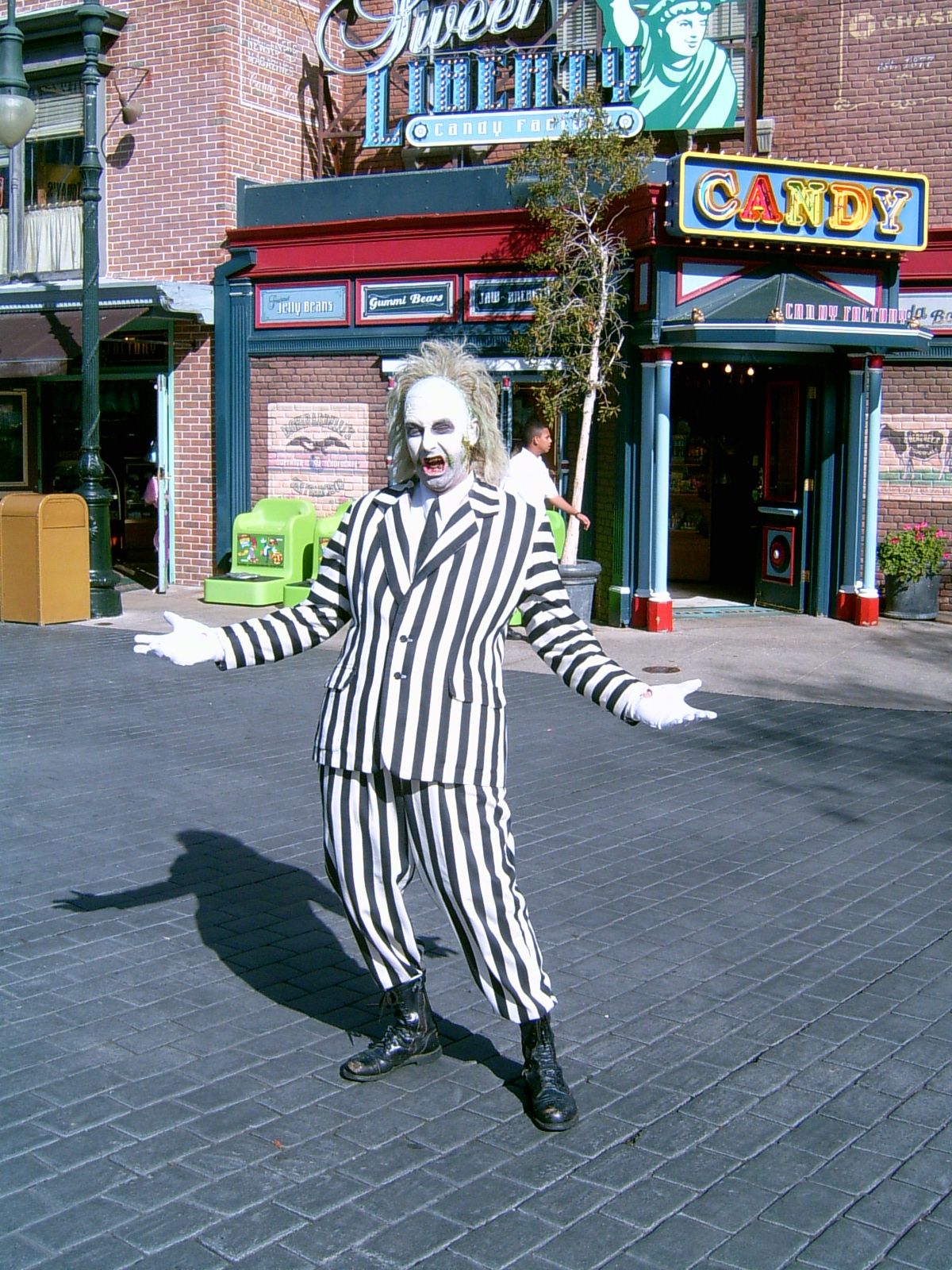
Cosplayer di Beetlejuice, uno dei più celebri personaggi di Tim Burton

Seppur non apprezzato largamente da pubblico e casa produttrice, Frankenweenie suscita l'interesse dell'attore Paul Reubens, interprete da tempo del popolare personaggio Pee-wee Herman in una fortunata serie televisiva per ragazzi, Pee Wee's Playhouse. Reubens propone Burton alla Warner Bros. come regista per la versione cinematografica delle avventure dello strambo personaggio, progetto realizzato nel 1985 con il titolo di Pee-wee's Big Adventure. Nonostante l'esiguo budget e i rapidissimi tempi di produzione imposti, Il film riscuote un ottimo successo al botteghino.
Tim Burton, da tempo fan degli Oingo Boingo, eccentrico gruppo jazz-rock-ska statunitense del quale faceva parte il cantautore e compositore autodidatta Danny Elfman, affida a quest'ultimo la colonna sonora del suo primo lungometraggio. Nasce così con Elfman un fruttuoso e storico sodalizio, interrotto solo in Ed Wood, Sweeney Todd (per divergenze di tipo tecnico) e Miss Peregrine - La casa dei ragazzi speciali (il compositore era impegnato con Alice attraverso lo specchio).
Dopo aver diretto un episodio delle serie TV Alfred Hitchcock presenta e uno di Nel regno delle fiabe, Burton, a tre anni dal suo primo fortunato lungometraggio, accetta di dirigere un nuovo importante progetto della Warner con la sceneggiatura di Michael McDownell: Beetlejuice - Spiritello porcello (Beetlejuice), una commedia fantasy/horror che narra la vicenda di una giovane coppia di novelli sposi (Alec Baldwin e Geena Davis) i quali, morti da poco, continuano a vivere da fantasmi nella loro casa fin quando una famiglia non arriva a invaderne la tranquillità. Con una giovanissima Winona Ryder nei panni della ragazzina goth Lydia e Michael Keaton in quelli del volgare bio-esorcista di umani "Betelgeuse", Beetlejuice (tradotto letteralmente "succo di scarafaggio"), grazie agli effetti speciali realizzati in stopmotion, si dimostra un eccellente successo di pubblico e vince un Oscar nella categoria miglior trucco, mentre nel 1989 diventa una serie televisiva animata intitolata In che mondo stai Beetlejuice? (Beetlejuice), con Burton nella veste di produttore esecutivo.
L'abilità di Burton nel realizzare grandi successi con basso budget fa sì che la Warner gli affidi pochi giorni dopo l'uscita di Beetlejuice l'ambizioso progetto della trasposizione cinematografica di Batman, celebre fumetto creato da Bob Kane del quale la casa di produzione deteneva i diritti fin dal 1979. Pur restio a realizzare colossal commerciali, Burton decide di accettare l'incarico: l'intento è quello di guadagnarsi un posto di prestigio e avere perciò maggior libertà sui suoi progetti futuri. Gli scontri con i produttori Jon Peters e Peter Guber, tuttavia, non tardano ad arrivare: la principale causa è la scelta del cast. Burton è infatti fermamente deciso ad affidare il ruolo principale a Michael Keaton, già suo collaboratore in Beetlejuice, nonostante l'attore non possieda un fisico particolarmente adatto al ruolo, sia privo di esperienza con i film d'azione e debba la sua popolarità principalmente a ruoli di tipo comico. Mentre le critiche e i giornali parlano già di flop, la Warner mette mano pesantemente al progetto cambiando spesso la sceneggiatura e imponendo le proprie scelte più "fluide" al regista, il quale, nonostante la vicinanza di Elfman, l'appoggio artistico degli attori Keaton e Jack Nicholson e l'amicizia con lo scenografo Anton Furst, accoglie l'immenso e immediato successo di Batman - gradito anche agli appassionati del fumetto - con stanchezza e depressione, dovute anche e soprattutto al suicidio di Furst, che proprio con Batman aveva ricevuto il premio Oscar alla miglior scenografia.

### Anni novanta
Stanco dei compromessi con le major cinematografiche, Burton fonda con Denise Di Novi una propria casa di produzione, la Tim Burton Productions, con la quale, grazie al sostegno economico della Fox, nel 1990 produce il suo primo lungometraggio di cui è lui stesso soggettista, Edward mani di forbice (Edward ScissorHands). Mentre dirige il film, Burton contatta la sceneggiatrice Caroline Thompson e la paga di sua tasca così da impedire eventuali interferenze nel lavoro. La storia è ispirata da vecchi bozzetti che Burton scarabocchia sin dal liceo. Al fianco di Winona Ryder, già attrice in Beetlejuice, Burton sceglie, nel ruolo di protagonista (la creatura gentile con le forbici al posto delle mani), Johnny Depp, allora quasi esordiente e inquieto giovane attore, costretto nella veste di idolo per le teenager per il ruolo nella serie TV I quattro della scuola di polizia. Colpito dalla sua espressività, Burton lo antepone a ben più noti attori quali Tom Cruise: la collaborazione tra i due, considerati l'uno l'alter ego dell'altro, dà vita a un forte sodalizio. Vincent Price, inoltre, torna nell'opera di Burton nella parte dell'inventore di Edward in quella che sarà la sua ultima partecipazione a un film prima della sua morte.
Visto il successo di Batman, la Warner Bros. pressa Burton per un sequel. Il regista accetta, ma alla condizione che gli venga affidato il controllo totale del progetto, produzione compresa. Accanto a Michael Keaton, nuovamente nel costume dell’Uomo Pipistrello, Burton assembla un cast composto da Danny DeVito, Michelle Pfeiffer e Christopher Walken, chiamati a interpretare le personalissime rivisitazioni di Burton di Pinguino, Catwoman e Max Shrek: al primo viene dato un passato, alla seconda un larghissimo spazio e il terzo è un'idea originale di Burton. Realizzato nei teatri nella Warner proprio a Burbank, il film si rivela un successo enorme di critica, pubblico e botteghino, con molti che lo hanno definito un enorme miglioramento rispetto al primo film lodando la sua profondita e le performance del cast, particolarmente Keaton e la Pfeiffer. In seguito, Burton lascia il terzo film quando la Warner decide di optare per una direzione piu commerciale e kid friendly per il franchise, portando cosi a Batman Forever, diretto da Joel Schumacher, che fu accolto con recensioni negative criticando il tono cartoonesco e l'approccio commerciale.
(Tim Burton)
In contemporanea con Batman - Il ritorno, Tim Burton torna a occuparsi di un vecchio progetto del 1982, Nightmare Before Christmas, concepito negli studi Disney e allora non approvato. Impegnato in Batman Returns, Burton affida la sceneggiatura dell'opera da lui ideata e prodotta a Caroline Thompson e Michael McDowell, la musica a Danny Elfman e la regia all'amico Henry Selick. La Disney accetta di produrlo: il film, un lungometraggio in animazione a passo uno popolato da creature macabre e grottesche come lo scheletro Jack, esce in America nel 1993 e ottiene un enorme successo. Nel 1996, Burton e Selick torneranno a collaborare per James e la pesca gigante (James and the giant peach), un musical fantasy ispirato all'omonimo romanzo di Roald Dahl.
Il successivo progetto è la biografia di Ed Wood, regista degli anni cinquanta etichettato come "il peggior regista di tutti i tempi". Con Johnny Depp nel ruolo protagonista e Martin Landau nei panni di Bela Lugosi, celebre interprete di Dracula e amico di Wood (ruolo che vale a Landau un Oscar al miglior attore non protagonista), il film vuole essere un omaggio a un individuo dallo spirito positivo e deliziosamente ottimista nonostante l'irrilevanza della sua opera e ai cui film, nonostante tutto, Burton era molto legato. Nella scrittura del film non mancano i rimandi autobiografici: il rapporto tra Wood e Lugosi appare a Burton come il sodalizio artistico e umano tra lui e Price, mentre la morte drammatica dell'attore ungherese ricorda al regista californiano la perdita dello scenografo e amico Furst. La Columbia rifiuta di produrlo, così il progetto approda ancora una volta alla Disney. In bianco e nero, con la colonna sonora di Howard Shore, il film riscuote un discreto successo, seppur non immediato, riesumando l'interesse per l'omonimo regista.
In Mars Attacks!, uscito nel 1996, Burton rinnova la collaborazione con Elfman. Il film prende spunto dalle didascalie di una popolare raccolta di figurine di fantascienza. Nonostante il cast, composto da Jack Nicholson, Glenn Close e una giovanissima Natalie Portman, il film non viene particolarmente apprezzato né dalla critica né dal pubblico: incentrato su una minaccia aliena che sta per abbattersi sulla Terra, l'opera cela un parodistico e ironico attacco alla politica e alla società statunitensi. Dopo un tentato adattamento di Superman con Nicolas Cage, mai andato in porto, e l'acquisto dei diritti del musical Sweeney Todd: The Demon Barber of Fleet Street, Burton pubblica Morte malinconica del bambino ostrica e altre storie (''The Melancholy Death of Oyster Boy & Other Stories), una raccolta di versi (tradotti in italiano da Nico Orengo) che racconta tristi storie di bambini molto simili a Edward Mani di Forbice, quindi deformati, tra cui il Bambino Ostrica, divorato dal padre di notte per aumentare la propria potenza sessuale.
Il mistero di Sleepy Hollow (Sleepy Hollow) è basato sul romanzo La leggenda di Sleepy Hollow (The Legend of Sleepy Hollow) di Washington Irving, prediletto da Burton ai tempi delle elementari e tuttora annoverato tra le pagine più significative della letteratura statunitense. La parte del protagonista è affidata a Johnny Depp, che interpreta il protagonista Ichabod Crane - qui un detective anziché un maestro elementare come nel racconto originale - al fianco dell'attrice Christina Ricci, resa celebre dal personaggio di Mercoledì Addams nei due film sulla famiglia Addams diretti da Barry Sonnenfeld e qui nella parte della giovane Katrina Van Tassel. Con la precisa volontà di rendere omaggio ai vecchi film horror della Hammer Film Productions, che hanno segnato la sua infanzia, Burton recluta il celebre attore Christopher Lee per la parte del Borgomastro, nonché, in ruoli minori, già rodati collaboratori come Michael Gough, anch'egli attore alla Hammer; Jeffrey Jones; Christopher Walken; Martin Landau e l'allora fidanzata Lisa Marie. Il film, uscito nel 1999, è il più propriamente gotico di Burton e riceve svariati premi e nomination, nonché un eccellente riscontro di pubblico e critica.

### Anni duemila

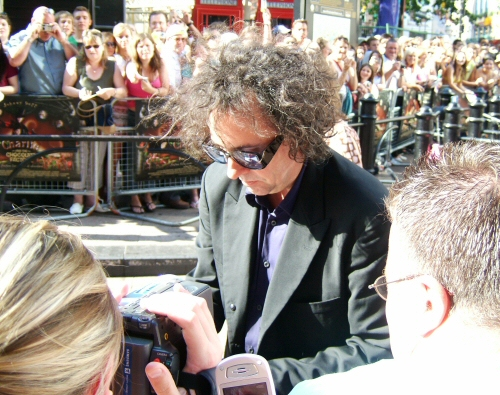
Burton all'anteprima de La fabbrica di cioccolato nel 2005

Nel 2000 la Fox propone a Burton una nuova versione del kolossal del 1968 di Franklin J. Schaffner, Il pianeta delle scimmie (Planet of the Apes). Uscito nel 2001, il film riceve critiche discordanti e viene giudicato nettamente inferiore all'originale di cui doveva essere solo un remake, cosa che Burton rifiuta di fare. Tuttavia il film, un'apocalittica storia su come, un giorno, le scimmie avrebbero governato la Terra e l'uomo sarebbe stato loro sottomesso, per quanto divergente dall'ormai riconoscibilissimo stile di Burton, ottiene un ottimo successo commerciale. Sul set il regista conosce l'attrice britannica Helena Bonham Carter, interprete della scimmia Ari, che diverrà sua compagna di vita e collaboratrice nei suoi film successivi.
Nel 2002, la Columbia affida a Burton un progetto sceneggiato da John August e ispirato al particolarissimo romanzo di Daniel Wallace, Big Fish: A Novel of Mythic Proportions. Il film, intitolato Big Fish - Le storie di una vita incredibile, era stato inizialmente affidato a Steven Spielberg, che però aveva rifiutato per ulteriori impegni. La storia è quella di Edward Bloom (interpretato nella sua veste giovane da Ewan McGregor e in quella anziana da Albert Finney), famoso per i racconti delle sue straordinarie avventure di vita e che, in punto di morte, riallaccia i rapporti con suo figlio che sta per diventare padre a sua volta. Il film ottiene quattro nomination ai Golden Globes e una agli Oscar.
Tim Burton: Ho capito di aver creato con i miei film un club ideale per gli eterni ragazzi che amano i falliti, la libertà, i marziani e le donne che ti seguono con una valigia in mano come la mia compagna Helena Bonham Carter»
(Tim Burton a un intervistatore al Festival del Cinema di Venezia del 2005)
Nel 1999 la Warner Bros. aveva comprato i diritti del libro per bambini La fabbrica di cioccolato di Roald Dahl. Dopo l'avvicendarsi di vari registi, nel 2003 il progetto arriva nelle mani di Burton. Il libro era già stato trasposto al cinema da Mel Stuart nel 1971 ma, nuovamente, quello di Burton non si limita a essere un remake: la storia, più cupa e dal ritmo più sostenuto, diverge dal libro stesso soprattutto nell'idea di dare al protagonista Willy Wonka un passato attraverso una serie di flashback. Ancora una volta il protagonista è interpretato da Johnny Depp, ed è lo stesso Depp a proporre nel ruolo di Charlie Freddie Highmore, il ragazzino con il quale l'attore aveva lavorato in Neverland - Un sogno per la vita. Christopher Lee, inoltre, interpreta il padre dentista di Wonka, personaggio inventato per il film. La pellicola viene nominata agli Oscar per i migliori costumi, opera dell'italiana Gabriella Pescucci.

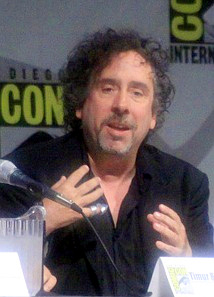
Tim Burton parla di 9 al Comic-Con del 2009

In contemporanea a La fabbrica di cioccolato Burton realizza La sposa cadavere (Corpse Bride), lungometraggio in animazione a passo uno da lui ideato (basandosi su una leggenda ebreo/russa) e co-diretto insieme a Mike Johnson. La storia, che rispecchia fedelmente lo stile e le atmosfere di Burton, con le voci di Johnny Depp e Helena Bonham Carter per i due protagonisti, è un altalenante scambio tra luci e ombre, tra il tetro mondo dei vivi e quello spassoso dei morti. La sposa cadavere riceve una nomination all'Oscar come miglior lungometraggio d'animazione.
Nel 2005, Shane Acker realizza un corto, intitolato 9, su alcune bambole che popolano il mondo dopo l'apocalisse. Dopo aver visto il film, vincitore di numerosi premi, Burton, insieme a Timur Bekmambetov, propone ad Acker di collaborare alla realizzazione di un lungometraggio basato sul film. Con il doppiaggio di Elijah Wood, Christopher Plummer e Martin Landau, il film, intitolato anch'esso 9, esce in America e, non a caso, il 9/9/09. Pur realizzato con effetti digitali, alcune scene ricordano la tecnica per effetti speciali privilegiata da Burton, l'animazione a passo uno.
Nel 2007 la DreamWorks/Warner Bros. produce un'opera che Burton aveva in mente di realizzare da molto tempo: si tratta di Sweeney Todd - Il diabolico barbiere di Fleet Street (Sweeney Todd: The Demon Barber of Fleet Street), basata sul popolare musical di Stephen Sondheim. Per la prima volta, Burton dà vita a un vero e proprio musical, riutilizzando la colonna sonora e le canzoni di Sondheim. Il lavoro viene pluripremiato: Johnny Depp, nel ruolo di Sweeney Todd, diabolico e sanguinario barbiere in cerca di vendetta, riceve una nomination all'Oscar come miglior attore e vince il Golden Globe come miglior attore in un musical o commedia musicale, nonché il premio come ''miglior cattivo" al 2008 MTV Awards. Helena Bonham Carter, nel ruolo della folle fornaia Mrs. Lovett, insieme a una nomination al Golden Globe, vince un Evening Standard British Film Award. Il musical riceve inoltre un Oscar alla miglior scenografia, la cupa e stilizzata Londra di Dante Ferretti. Inoltre il regista ottiene la sua prima vittoria ai Golden Globe ricevendo il premio per il miglior film commedia o musicale. Nello stesso anno, alla Mostra del Cinema di Venezia, Tim Burton riceve il Leone d'oro alla carriera, diventando il regista più giovane della storia ad aver ricevuto tale premio. A consegnarglielo è lo stesso Johnny Depp, costante collaboratore e amico.
Nel 2007, la famosa sceneggiatrice Disney Linda Woolverton, autrice di capisaldi della casa cinematografica quali La bella e la bestia e Il re leone, lavora alla trasposizione cinematografica dei due celebri romanzi di Lewis Carroll Le avventure di Alice nel Paese delle Meraviglie e Attraverso lo specchio e quel che Alice vi trovò. La Disney chiama Burton come regista del progetto, stipulando un accordo per un lungometraggio in 3D. Girato nel 2008 nel sudest di Cornwell per le scene live-action e ultimato in post-produzione con l'aggiunta di effetti speciali, la storia narra di Alice, interpretata dall'australiana Mia Wasikowska, che tredici anni dopo la sua avventura nel paese delle meraviglie, segue il Bianconiglio nella sua tana e piomba di nuovo nel Paese delle Meraviglie, dove l'aspettano una serie di avventure tra ambientazioni e personaggi che la Woolverton lascia simili a quelli di Carroll. Il cast è composto da affezionati collaboratori di Burton, come Johnny Depp nel ruolo del Cappellaio Matto, Helena Bonham Carter in quello della Regina Rossa, nonché Alan Rickman, Christopher Lee, Timothy Spall e Anne Hathaway che interpreta la Regina Bianca. La parte musicale, ancora una volta, è affidata a Danny Elfman. Fin dai primi ciak, il film si carica di una forte aspettativa, tanto da vincere uno Scream Award nel 2009 come film più atteso dell'anno venturo. Tuttavia, le prime critiche non sono entusiastiche: il film appare sganciato dallo stile gotico e interiorizzato di Burton a favore di una produzione maggiormente commerciale, rispetto alla quale, per la prima volta, Burton sembra aver trovato un placido accordo con la Disney. Alice in Wonderland incassa, comunque, oltre un miliardo di dollari, record per il regista.
Dal 22 novembre 2009 al 26 aprile 2010, al Museum of Modern Art di New York, Burton allestisce una mostra di tutti i disegni, fotografie, bozzetti e costumi da lui realizzati nel corso della sua carriera. Nel maggio 2010 Tim Burton presiede la giuria del Festival di Cannes, che vede vincitore il film Lo zio Boonmee che si ricorda le vite precedenti di Apichatpong Weerasethakul. Come ricordato da Gilles Jacob, Burton è il primo regista che ha avuto a che fare con il mondo dell'animazione a ricoprire tale ruolo.

### Anni duemiladieci
Una delle serie televisive che segnarono l'infanzia di Burton fu quella creata da Dan Curtis alla fine degli anni sessanta, Dark Shadows. Connubio appassionante di misteri e creature soprannaturali appartenenti per lo più alla sfera dell'horror, la serie venne trasmessa in replica più volte fino a essere considerata un fenomeno di culto.
È dunque il 2007 quando la Infinitum Nihil e la Warner Bros. acquistano i diritti della soap opera per realizzarne un remake sotto forma di lungometraggio. La sceneggiatura viene affidata a Seth Grahame-Smith, autore di Orgoglio e pregiudizio e zombie, e la regia allo stesso Burton. Il film, intitolato Dark Shadows, vede Johnny Depp interpretare il protagonista Barnabas Collins, facoltoso e raffinato rampollo di una famiglia imprenditoriale del Settecento che, colpevole di aver suscitato un amore ossessivo e non corrisposto in una strega, viene trasformato in vampiro e sepolto vivo fino al suo casuale dissotterramento, avvenuto due secoli dopo negli anni settanta. Il film rappresenta il ritorno di Burton alle atmosfere che hanno a lungo caratterizzato la sua filmografia. In ogni caso Dark Shadows, a fronte di un budget di 150 milioni di dollari, ne ha incassati quasi 240 risultando, in molti paesi, secondo al box office dietro a The Avengers.

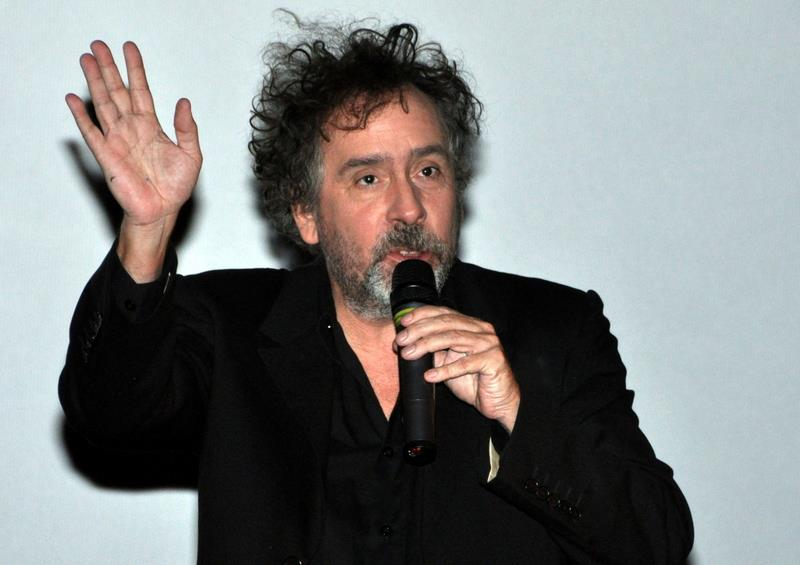
Tim Burton alla première di Frankenweenie

Successivamente Tim Burton produce, insieme con Timur Bekmambetov, La leggenda del cacciatore di vampiri. Il film si basa su un romanzo di Seth Grahame-Smith incentrato sulla figura del presidente Abraham Lincoln che, impegnato di giorno a guidare il popolo degli Stati Uniti, durante la notte affronta i vampiri, mostruose creature responsabili della morte dei suoi genitori. Nel film Benjamin Walker è Abraham Lincoln, Anthony Mackie interpreta William Johnson, Joseph Mawle e Robin McLeavy hanno il ruolo dei genitori del presidente e Mary Elizabeth Winstead è l'affascinante Mary Todd Lincoln. Anche questo film riceve critiche divergenti.
Burton realizza successivamente il remake del suo cortometraggio del 1984, Frankenweenie, girato questa volta in stopmotion e 3D. Riguardo alla realizzazione del progetto, Burton afferma che si tratta di un "qualcosa di molto personale" nel quale ha cercato di mantenere inalterato il cuore della vecchia versione, arricchendolo con dinamiche sociali presenti nel mondo dell'infanzia. Il ritorno al passato è inoltre rappresentato dalla scelta dei doppiatori originali (Martin Landau, Martin Short, Winona Ryder, Catherine O'Hara, Christopher Lee e Michael Keaton), tutti attori con i quali Burton non lavorava da tempo, con l'eccezione di Christopher Lee che compare in un cameo in Dark Shadows. Il film, prodotto e distribuito dalla Walt Disney Pictures, è stato distribuito nelle sale statunitensi il 5 ottobre 2012, e in quelle italiane il 17 gennaio 2013. Il lungometraggio ha ottenuto una nomination agli Oscar 2013 come miglior film d'animazione.
Successivamente Burton dirige, per la seconda volta, un video musicale per la band rock dei The Killers che vede anche la collaborazione di Winona Ryder.
Nel 2014 Burton dà vita a Big Eyes, secondo film biografico della sua carriera dopo Ed Wood, con cui Big Eyes condivide gli sceneggiatori Scott Alexander e Larry Karaszewski. La pellicola narra la vera storia di Margaret Keane (Amy Adams), pittrice degli anni cinquanta e sessanta, e di suo marito Walter Keane (Christoph Waltz), ritenuto per anni il vero autore delle opere della moglie, che rivoluzionarono l'arte statunitense.
Nel 2016 esce l'ultima fatica di Burton, la pellicola Miss Peregrine - La casa dei ragazzi speciali, adattamento dell'omonimo romanzo di Ransom Riggs e nello stesso anno esce anche il sequel di Alice in Wonderland intitolato Alice attraverso lo specchio (Alice Through the Looking Glass) per la regia di James Bobin e in cui Burton ricopre il ruolo di produttore.
Il 10 marzo 2015 è confermato che dirigerà Dumbo, remake live-action dell'omonimo film d'animazione del 1941 della Disney, uscito poi il 29 marzo 2019. Il film riceve buoni riscontri di critica e pubblico e incassa un totale di 353,2 milioni di dollari.

### Anni duemilaventi
Nel 2022 esce, su Netflix, Mercoledì, serie spin-off su la famiglia Addams con protagonista Jenna Ortega nei panni di Mercoledì Addams. Il prodotto, un po' teen drama e un po' fantasy horror, è prodotto dalla MGM Television e ottiene un incredibile successo di pubblico segnando il record per il maggior numero di ore viste in una settimana per una serie Netflix in lingua inglese.
Nel 2024 Burton torna dietro la macchina da presa per il sequel di Beetlejuice, intitolato Beetlejuice Beetlejuice, progetto che voleva realizzare sin dai tempi del primo film e che si era sempre detto pronto a realizzare; a curare la sceneggiatura ci sono lo scrittore Seth Grahame-Smith, Alfred Gough e Miles Millar (questi ultimi già co-ideatori insieme a Burton e showrunner di Mercoledì), mentre Michael Keaton, Winona Ryder e Catherine O'Hara tornano a interpretare i loro rispettivi ruoli originali. Al cast si sono poi aggiunti Jenna Ortega, Justin Theroux, Willem Dafoe e Monica Bellucci, nuova compagna del regista. Il film ottiene un soddisfacente incasso di 450 milioni di dollari e un grande successo di pubblico e critica.

## Vita privata

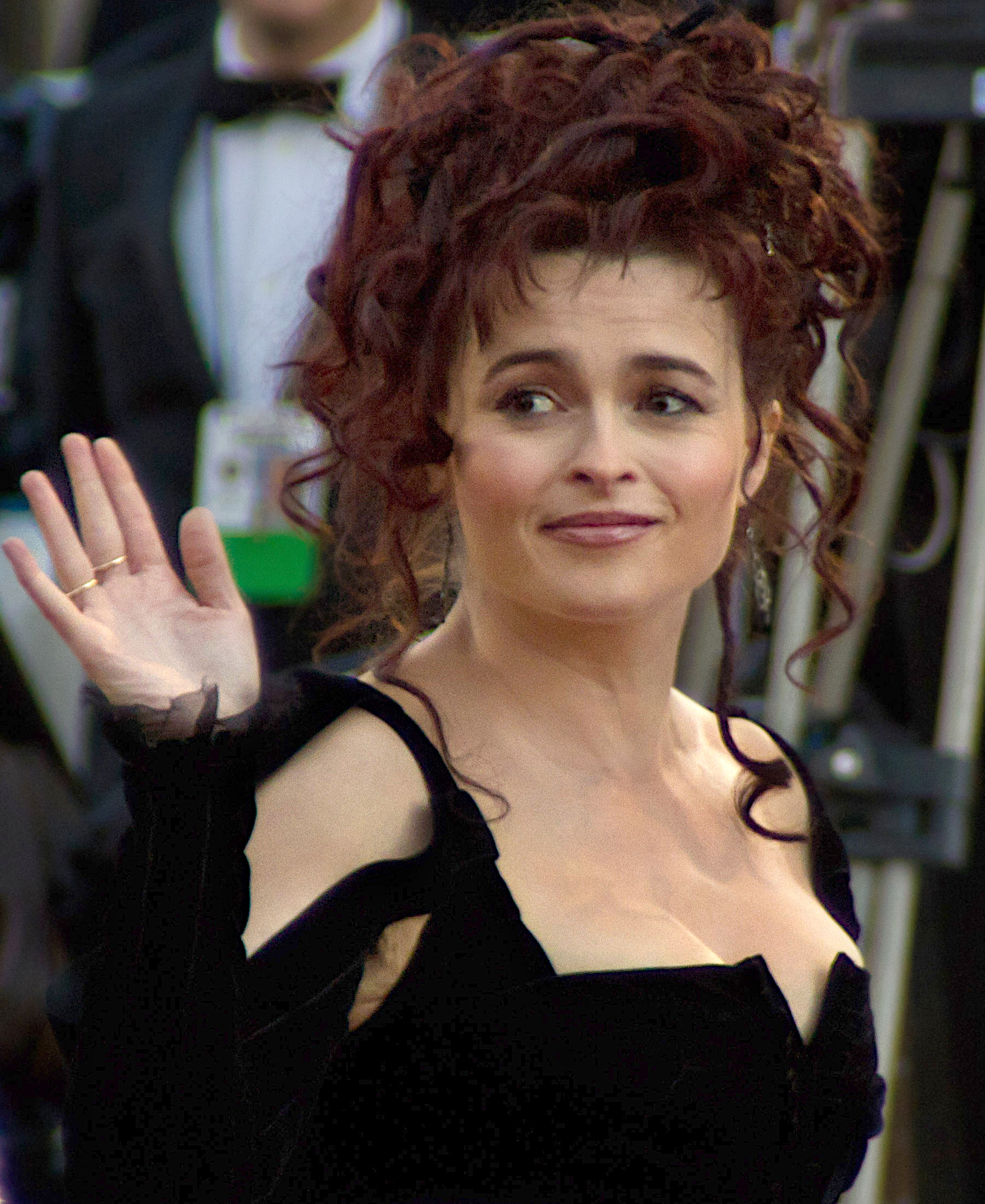
Helena Bonham Carter, attrice ed ex compagna di Burton

Tim Burton è stato sposato dal 1989 al 1993 con l'artista Lena Gieseke, che ha lasciato per l'attrice e modella Lisa Marie, presente in alcuni dei suoi film. La loro relazione è durata fino al 2001.
Nello stesso anno, sul set di Planet of the Apes - Il pianeta delle scimmie, Burton conosce Helena Bonham Carter, dalla quale ha avuto due figli: Billy Ray, nato nel 2003, e Nell, nata nel 2007. La loro relazione si è conclusa nel 2014. Il padrino dei loro figli è l'attore Johnny Depp.
Nel 2022 ha iniziato una relazione con l'attrice e modella italiana Monica Bellucci.

## Stile
Sebbene Tim Burton sia considerato un regista pop come Steven Spielberg, si possono rintracciare nella sua produzione alcune caratteristiche stilistiche personali. Per evidenziarne l'originalità, alcuni sono soliti utilizzare l'aggettivo burtoniano. Il sostrato culturale, come lo stesso Burton ha dichiarato più volte, deriva dalla cultura punk (Batman) e dal kitsch anni sessanta (Ed Wood).
Caratteristica propria della sua cinematografia è il dysfunctional kid, presente in molti film del regista (Beetlejuice - Spiritello porcello, Edward mani di forbice, Batman - il ritorno, Il mistero di Sleepy Hollow, La sposa cadavere, Sweeney Todd - Il diabolico barbiere di Fleet Street, Alice in Wonderland, Dark Shadows, Frankenweenie). La sua cinematografia sviluppa il personaggio dell'outsider, frutto dell'emarginazione provocata dal rapporto mostro-uomo. L'interesse verso queste creature nasce dall'infanzia del regista, il quale ha in proposito dichiarato: "Per me i mostri, le creature un po' bizzarre, sono i personaggi più vicini alla realtà, e sono sempre quelli che suscitano più emozioni.".
Altro tema principale è la dialettica tra vita e morte. Ne La sposa cadavere, ad esempio, il mondo dei morti viene rappresentato come colorato e allegro in antitesi a un mondo dei vivi decisamente grigio.

### Animazione a passo uno
Non meno importante è la tecnica dell'animazione a passo uno (in inglese stopmotion), usata più volte nelle pellicole che Burton ha diretto (La sposa cadavere, Frankenweenie) e prodotto. Poiché i personaggi burtoniani sono grotteschi, spesso scheletrici (Jack Skeletron) o viceversa vedono enfatizzate alcune loro deformità, i pupazzi vengono sorretti da supporti in ferro che vengono poi cancellati durante la fase di digitalizzazione.
Tim Burton utilizzò questa tecnica per il cortometraggio Vincent e successivamente per i lungometraggi La sposa cadavere e Frankenweenie. Il maestro della tecnica passo uno Ray Harryhausen è fra le sue fonti di ispirazione, così come l'artista Jan Švankmajer, regista surrealista.

### Tim Burton e Edgar Allan Poe

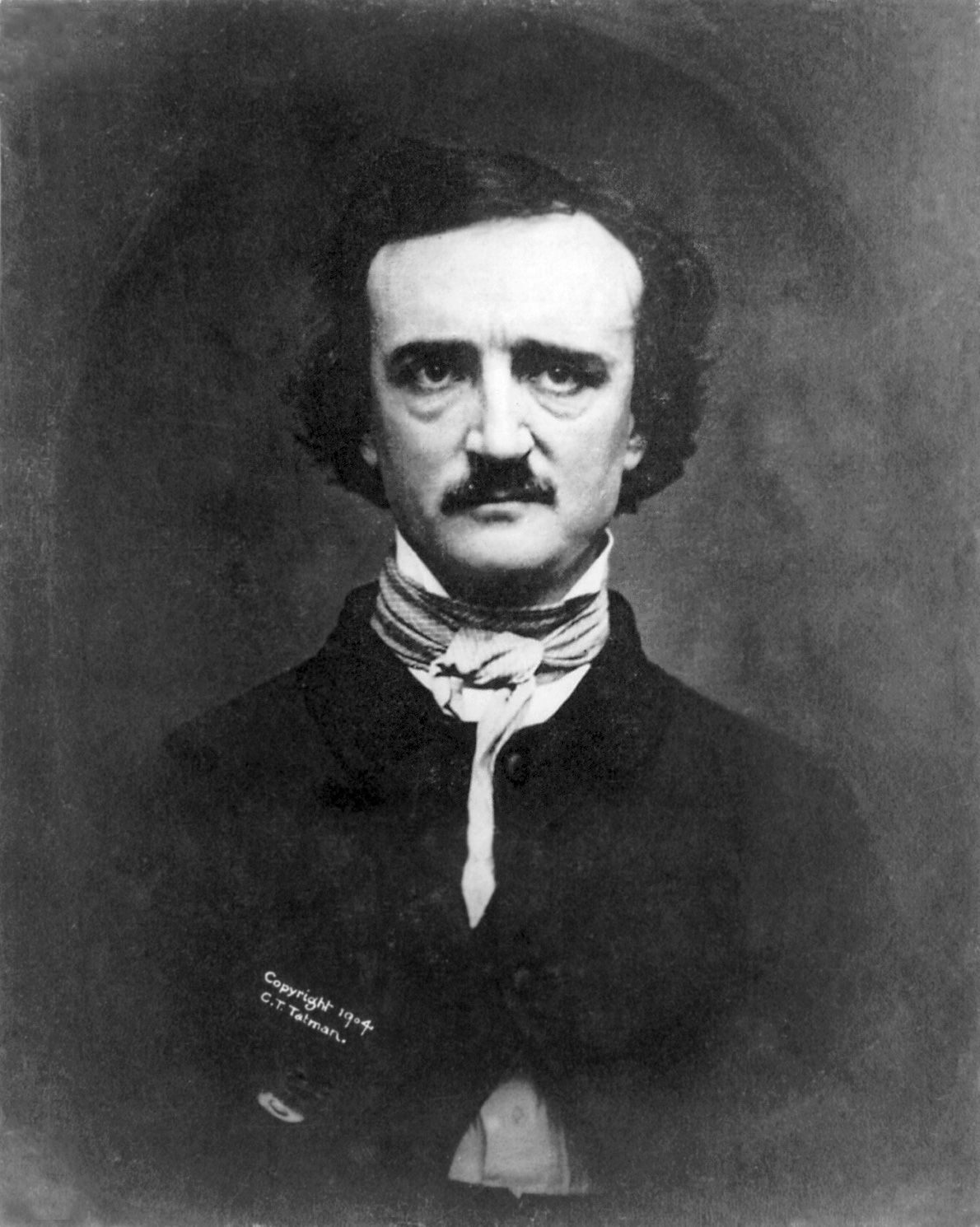
Edgar Allan Poe, autore molto amato da Burton

Edgar Allan Poe ha influenzato lo stile cinematografico di Tim Burton. L'ammirazione provata dal regista per l'autore maledetto nasce dalla scoperta, fatta quando Burton aveva 10 anni, che alcune sceneggiature dei film che Roger Corman girava provenivano da racconti di Poe.
Questo rafforza il parallelo tra Burton e Poe; l'opera più famosa di quest'ultimo è una poesia, Il corvo, sulla quale Tim Burton basa il suo cortometraggio Vincent. Inoltre, le poesie di Poe sono usate da Burton come base per lo sviluppo dei rispettivi soggetti che certamente rispettano l'intento degli autori, ma la storia cade poi in una nuova direzione.
Lo scrittore viene anche citato nella serie Mercoledì, diretta da Burton.

## Progetti mai realizzati
Durante tutta la sua carriera il nome di Burton è stato avvicinato a molti progetti che poi non sono mai stati realizzati, tra i quali un possibile film su Superman intitolato Superman Lives con protagonista Nicolas Cage.
Alla fine degli anni ottanta Carolco Pictures annunciò un film per il grande schermo basato sul fumetto Mai la ragazza psichica a cui avrebbe partecipato Burton come regista e Francis Ford Coppola alla produzione esecutiva. Gli Sparks furono incaricati della realizzazione della colonna sonora, e iniziarono a lavorarci, ma non completarono mai il lavoro a causa dell'annullamento del film. Il film era in pieno sviluppo, quando, la Carolco entrò in bancarotta a causa del fallimento al botteghino di Corsari (1995) il quale, costato cento milioni di dollari, riuscì a incassarne undici in tutto il mondo. Ciò che ne conseguì fu il fallimento e la chiusura della Carolco e il conseguente annullamento di tutti i progetti in produzione al tempo, tra cui anche quello di Mai.
Al momento dell'uscita del romanzo Jurassic Park di Michael Crichton molti studios si fecero avanti per trarne delle trasposizioni cinematografiche. Tra le case di produzione che puntarono a ottenere i diritti del libro vi furono la Warner Bros., con Burton alla regia, la Columbia Pictures, che avrebbe preferito Richard Donner, e la Fox che avrebbe optato per Joe Dante: la spuntò la Universal assieme a Steven Spielberg. La Universal diede a Crichton ulteriori 500 000 dollari per realizzare un primo adattamento del romanzo, dando così a Spielberg il tempo necessario per terminare le riprese di Hook - Capitan Uncino.
I produttori Jon Peters e Peter Guber acquisirono i diritti cinematografici di Mary Reilly nel 1989 e li opzionarono per la Warner Bros. con Roman Polański come regista. Quando Guber divenne CEO di Sony Pictures Entertainment in quello stesso anno, trasferì Mary Reilly alla Sony consociata con TriStar Pictures, dove Burton fu avvicinato a dirigere con Denise Di Novi come produttore nel 1991. Christopher Hampton fu ingaggiato per scrivere la sceneggiatura, e Burton firmò come regista nel gennaio 1993, dopo aver approvato la riscrittura di Hampton con l'intenzione di iniziare le riprese nel gennaio 1994, dopo aver completato Ed Wood, ma Burton abbandonò il progetto nel maggio 1993. Il film è stato poi diretto da Stephen Frears prima scelta di TriStar per sostituire Burton, e Di Novi è stata licenziata e sostituita con Ned Tanen, risultando poi un insuccesso commerciale nonostante la partecipazione di attori noti come Julia Roberts e John Malkovich.
Dopo l'uscita di Batman - Il ritorno si parlò di realizzare uno spin-off sul personaggio interpretato da Michelle Pfeiffer. Il progetto venne tuttavia abbandonato venendo poi realizzato nel 2004 diretto da Pitof con protagonista Halle Berry.
Nel 1994 Burton era vicino a dirigere un adattamento del racconto di Edgar Allan Poe intitolato La caduta della casa degli Usher, con una sceneggiatura di Jonathan Gems, ma scelse di dirigere invece Mars Attacks! Sempre dopo i due film su Batman, Burton avrebbe dovuto dirigere il terzo capitolo dedicato all'Uomo Pipistrello il cui titolo era (almeno nelle prime intenzioni) Batman Continues. Oltre al ritorno di Michael Keaton e Michelle Pfeiffer, erano stati presi in considerazione Robin Williams nel ruolo dell'Enigmista e Rene Russo come nuovo interesse amoroso per l'Uomo Pipistrello.
Burton negli anni novanta sviluppò una sceneggiatura per un remake del film di fantascienza del 1963 di Roger Corman, L'uomo dagli occhi a raggi X, con lo sceneggiatore Bryan Goluboff, ma il progetto è stato in seguito abbandonato.
Tim Burton's Lost in Oz avrebbe dovuto essere una serie televisiva basata su Il meraviglioso mago di Oz di L. Frank Baum. Burton avrebbe dovuto essere il produttore esecutivo. Un episodio pilota è stato girato nel 2000, e trasmesso come film TV l'anno successivo con il nome di Lost in Oz, ma la serie non è stata sviluppata a causa di vincoli di bilancio.
Negli anni duemila Burton si avvicina a un progetto intitolato Ripley's Believe It or Not! per un film su Robert Ripley, famoso caricaturista che durante la sua vita visitò 198 paesi, raccogliendo informazioni sulle più strane bizzarrie locali che, poi, apparivano nella sua famosa rubrica sul New York Globe, intitolata Believe it or not (Che ci crediate o no). Da ogni suo viaggio portava con sé un souvenir che collezionava in una delle sue case. Per via dei suoi viaggi, fu spesso nominato il moderno Marco Polo. Burton avrebbe messo mano a un progetto cinematografico sulla vita di Robert Ripley (impersonato da Jim Carrey), il cui titolo dovrebbe essere proprio Believe it or not. Il progetto dovrà però attendere un po' di tempo prima di vedere la luce, causa uno stop alla pre-produzione da parte della Paramount Pictures.
Nel 2010, è stato annunciato dalla Illumination Entertainment, in collaborazione con la Universal Pictures, di aver acquisito i diritti per un nuovo adattamento de La famiglia Addams. Il film è stato progettato per essere un film d'animazione in stop-motion basato su disegni originali di Charles Addams. Tim Burton è stato assunto per co-scrivere e co-produrre il film, con la possibilità di dirigerlo. Nel luglio 2013 fu annunciato l'annullamento del film. Il progetto è stato successivamente ripreso, portando a un film d'animazione pubblicato nel 2019 e per il quale Burton non è stato più coinvolto.
Il nome di Burton si era fatto come possibile regista del film Maleficent. Nel marzo 2010, dopo l'assunzione di Linda Woolverton come sceneggiatrice del film, vari siti riportarono la notizia secondo cui lo stesso Burton si sarebbe dichiarato interessato a dirigere la pellicola. Tuttavia, nel maggio 2011 abbandonò la regia del film.
Nel maggio 2010 la DreamWorks annuncia l'acquisto dei diritti per un adattamento cinematografico di Monsterpocalypse, una serie di giocattoli a tema Kaijū. Lo studio ha avvicinato Burton per dirigere il progetto e nel luglio dello stesso anno è stato annunciato che Burton è stato assunto come regista. Tuttavia non vi è stata notizia di nessun nuovo sviluppo del progetto che è stato presumibilmente cancellato. Robert Downey Jr. nel 2012 propone a Burton di dirigere una rivisitazione de Le avventure di Pinocchio. Storia di un burattino di Carlo Collodi. Burton tuttavia preferisce dedicarsi al proprio progetto Big Eyes.

## Filmografia

### Regista

#### Cinema
- The Island of Doctor Agor - cortometraggio (1971)
- Prehistoric Cavern - cortometraggio (1971)
- Efrem fairy hands - cortometraggio (1971)
- Houdini: The Untold Story  - cortometraggio (1971)
- Tim's Dream - cortometraggio (1971)
- 1997 - cortometraggio (1974)
- Doctor of Doom  - cortometraggio (1979)
- Stalk of the Celery  - cortometraggio (1979)
- King and Octopus - cortometraggio (1979)
- Luau  - cortometraggio (1982)
- Vincent - cortometraggio (1982)
- Frankenweenie - cortometraggio (1984)
- Pee-wee's Big Adventure (1985)
- Beetlejuice - Spiritello porcello (Beetlejuice, 1988)
- Batman (1989)
- Edward mani di forbice (Edward Scissorhands, 1990)
- Batman - Il ritorno (Batman Returns, 1992)
- Ed Wood (1994)
- Conversation with Vincent - documentario direct-to-video (1994)
- Mars Attacks! (1996)
- Il mistero di Sleepy Hollow (Sleepy Hollow, 1999)
- Planet of the Apes - Il pianeta delle scimmie (Planet of The Apes, 2001)
- Big Fish - Le storie di una vita incredibile (Big Fish, 2003)
- La fabbrica di cioccolato (Charlie and the Chocolate Factory, 2005)
- La sposa cadavere (Tim Burton's Corpse Bride), co-diretto con Mike Johnson (2005)
- Sweeney Todd - Il diabolico barbiere di Fleet Street (Sweeney Todd: The Demon Barber of Fleet Street, 2007)
- Alice in Wonderland (2010)
- Dark Shadows (2012)
- Frankenweenie (2012)
- Big Eyes (2014)
- Miss Peregrine - La casa dei ragazzi speciali (Miss Peregrine's Home for Peculiar Children, 2016)
- Dumbo (2019)
- Beetlejuice Beetlejuice (2024)

#### Televisione
- Hansel and Gretel (1982)
- Alfred Hitchcock presenta (Alfred Hitchcock Presents) - serie TV, episodio 1x19 (1986)
- Nel regno delle fiabe (Faerie Tale Theatre) - serie TV, episodio 5x01 (1986)
- The World of Stainboy - miniserie TV (2000)
- Mercoledì (Wednesday) - serie TV, 8 episodi (2022-2025)

#### Videoclip
- The Killers Bones (2006)
- The Killers Here With Me (2012)

#### Spot televisivi
- Hollywood Gum (1998)
- Mannequin (2000)
- Kung Fu (2000)

### Animatore

#### Cinema
- The Island of Doctor Agor, regia di Tim Burton - cortometraggio (1971)
- Il Signore degli Anelli (The Lord of the Rings), regia di Ralph Bakshi (1978)
- Stalk of the Celery, regia di Tim Burton - cortometraggio (1979)
- Ecco il film dei Muppet (The Muppet Movie), regia di James Frawley (1979) - burattinaio
- Red e Toby nemiciamici (The Fox and the Hound), regia di Art Stevens, Ted Berman, Richard Rich (1981)
- Tron , regia di Steven Lisberger (1982)
- Taron e la pentola magica (The Black Cauldron), regia di Ted Berman, Richard Rich (1985)
- Frequenze pericolose (Stay Tuned), regia di Peter Hyams (1992)

#### Televisione
- In che mondo stai Beetlejuice? (Beetlejuice)  serie animata, 94 episodi (1989-1991)
- Storie incredibili (Amazing Stories) - serie animata, 10 episodi (1993)

### Attore

#### Cinema
- Tim's Dream - cortometraggio (1971)
- Houdini: The Untold Story, regia di Tim Burton - cortometraggio (1979)
- Doctor of Doom, regia di Tim Burton - cortometraggio (1979)
- Luau, regia di Tim Burton - cortometraggio (1982)
- Pee-wee's Big Adventure, regia di Tim Burton (1985)
- Singles - L'amore è un gioco (Singles), regia di Cameron Crowe (1992)
- Hoffa - Santo o mafioso? (Hoffa), regia di Danny DeVito (1992)
- Vampires Kiss/Blood Inside, regia di Derek Frey - cortometraggio (2012) - Abraham Van Helsing
- Men in Black 3, regia di Barry Sonnenfeld (2012)
- Miss Peregrine - La casa dei ragazzi speciali (Miss Peregrine's Home for Peculiar Children), regia di Tim Burton (2016)

#### Televisione
- The Director's Chair - serie TV, 1 episodio (1990)

### Doppiatore
- The Island of Doctor Agor, regia di Tim Burton - cortometraggio (1971)
- Ecco il film dei Muppet (The Muppet Movie), regia di James Frawley (1979) - burattinaio
- Stalk of the Celery, regia di Tim Burton (1979) - cortometraggio
- Beetlejuice Beetlejuice, regia di Tim Burton (2024)

### Produttore

#### Cinema
- The Island of Doctor Agor, regia di Tim Burton - cortometraggio (1971)
- Luau, regia di Tim Burton - cortometraggio (1982)
- Stalk of the Celery, regia di Tim Burton - cortometraggio (1979)
- Luau, regia di Tim Burton - cortometraggio (1982)
- Edward mani di forbice, regia di Tim Burton (1990)
- Batman - Il ritorno, regia di Tim Burton (1992)
- Nightmare Before Christmas (Tim Burton's Nightmare Before Christmas), regia di Henry Selick (1993)
- Crociera fuori programma (Cabin Boy), regia di Adam Resnick (1994)
- Ed Wood, regia di Tim Burton (1994)
- Conversation with Vincent, regia di Tim Burton - documentario direct-to-video (1994)
- Batman Forever, regia di Joel Schumacher (1995)
- James e la pesca gigante (James and the Giant Peach), regia di Henry Selick (1996)
- Mars Attacks!, regia di Tim Burton (1996)
- La sposa cadavere, regia di Tim Burton e Mike Johnson (2005)
- 9, regia di Shane Acker (2009)
- La leggenda del cacciatore di vampiri (Abraham Lincoln: Vampire Hunter), regia di Timur Bekmambetov (2012)
- Frankenweenie, regia di Tim Burton (2012)
- Captain Sparky vs. The Flying Saucers, regia di Mark Waring - cortometraggio (2013)
- Big Eyes, regia di Tim Burton (2014)
- Alice attraverso lo specchio (Alice Through the Looking Glass), regia di James Bobin (2016)
- Dumbo, regia di Tim Burton (2019)
- Beetlejuice Beetlejuice, regia di Tim Burton (2024)

#### Televisione
- In che mondo stai Beetlejuice? (Beetlejuice)  serie animata, 94 episodi (1989-1991)
- Qua la zampa, Doggie (Family Dog) - serie animata, 10 episodi (1993)
- The World of Stainboy, regia di Tim Burton - miniserie TV,  (2000)
- Lost in Oz, regia di Michael Katleman - film TV (2000)
- Mercoledì (Wednesday) - serie TV, 9 episodi (2022-2025)

#### Videoclip
- Linkin Park Powerless, regia di Timur Bekmambetov (2012)

### Sceneggiatore

#### Cinema
- The Island of Doctor Agor, regia di Tim Burton - cortometraggio (1971)
- Doctor of Doom, regia di Tim Burton - cortometraggio (1979)
- Stalk of the Celery, regia di Tim Burton - cortometraggio (1979)
- Luau, regia di Tim Burton - cortometraggio (1982)
- Vincent, regia di Tim Burton - cortometraggio (1982)
- Frankenweenie, regia di Tim Burton - cortometraggio (1984) - soggetto
- Edward mani di forbice, regia di Tim Burton - cortometraggio (1990) - soggetto
- Nightmare Before Christmas, regia di Henry Selick (1993) - soggetto
- La sposa cadavere (Tim Burton's Corpse Bride), regia di Tim Burton e Mike Johnson (2005)
- Frankenweenie, regia di Tim Burton (2012)
- Edward Scissorhands Spoof, regia di Shannah Barrett e Bobby Hall - cortometraggio (2016)
- Cadillac: ScissorHandsFree, regia di David Shane - cortometraggio direct-to-video (2021)

#### Televisione
- Hansel and Gretel, regia di Tim Burton - film TV (1982)
- In che mondo stai Beetlejuice? (Beetlejuice) - serie animata, 94 episodi (1989-1991)
- Lost in Oz, regia di Michael Katleman (2000)
- The World of Stainboy, regia di Tim Burton - miniserie TV, 6 puntate (2000-2001)

#### Videoclip
- The Killers Bones, regia di Tim Burton (2006)

## Trasmissioni televisive

### Regista
- Wednesday Addams from the Mind of Tim Burton - speciale TV (2022)

## Libri
- Nightmare Before Christmas [Nightmare Before Christmas], Milano, Arnoldo Mondadori Editore, 1994, ISBN 88-04-38987-7.
- Morte malinconica del bambino ostrica e altre storie [The Melancholy Death of Oyster Boy and Other Stories], Einaudi, 1998, ISBN 88-06-15034-0.
- La sposa cadavere di Tim Burton [Tim Burton's Corpse Bride], Einaudi, 2006, ISBN 88-06-18475-X.
- Tim Burton racconta Tim Burton, prefazione di Johnny Depp, 2013, ISBN 978-88-07-88327-9.

## Riconoscimenti
- Premio Oscar
  - 2006 – Candidatura al miglior film d'animazione per La sposa cadavere
  - 2013 – Candidatura al miglior film d'animazione per Frankenweenie
- Golden Globe
  - 1995 – Candidatura al miglior film commedia o musicale per Ed Wood
  - 2004 – Candidatura al Miglior film commedia o musicale per Big Fish - Le storie di una vita incredibile
  - 2008 – Candidatura al miglior regista per Sweeney Todd - Il diabolico barbiere di Fleet Street
  - 2008 – Miglior film commedia o musicale per Sweeney Todd - Il diabolico barbiere di Fleet Street
  - 2013 – Candidatura al miglior film d'animazione per Frankenweenie
- BAFTA
  - 2004 – Candidatura al miglior regista per Big Fish - Le storie di una vita incredibile
  - 2013 – Candidatura al miglior film d'animazione per Frankenweenie
- Chicago Film Critics Association Awards
  - 2004 – Candidatura al miglior regista per Big Fish - Le storie di una vita incredibile
- David di Donatello
  - 2004 – Candidatura al Miglior film straniero per Big Fish - Le storie di una vita incredibile
  - 2019 – Premio alla carriera
- Empire Awards
  - 2009 – Candidatura al miglior regista per Sweeney Todd - Il diabolico barbiere di Fleet Street
- Festival di Cannes
  - 1994 – Candidatura alla Palma d'oro per Ed Wood
- National Board of Review Awards
  - 2008 – Miglior regista per Sweeney Todd - Il diabolico barbiere di Fleet Street
- Festival di Venezia
  - 2007 – Leone d'oro alla carriera
- Premio Emmy
  - 1990 – Miglior programma d'animazione per bambini per In che mondo stai Beetlejuice?
  - 2023 - Candidatura per miglior regia in una serie commedia per l’episodio Mercoledì è un giorno triste da Mercoledì
- Saturn Award
  - 2008 – Candidatura alla miglior regia di Sweeney Todd - Il diabolico barbiere di Fleet Street
  - 2024 - Miglior film per Beetlejuice Beetlejuice
- Festa del Cinema di Roma
  - Festa del Cinema di Roma 2021 – Premio alla carriera